# Ejido Domingo
Ejido Domingo är en ort i Mexiko.   Den ligger i kommunen San Martín Chalchicuautla och delstaten San Luis Potosí, i den sydöstra delen av landet, 210 km norr om huvudstaden Mexico City. Ejido Domingo ligger 132 meter över havet och antalet invånare är 140.
Terrängen runt Ejido Domingo är varierad. Runt Ejido Domingo är det ganska tätbefolkat, med 96 invånare per kvadratkilometer. Närmaste större samhälle är Tamazunchale, 15,6 km väster om Ejido Domingo. Omgivningarna runt Ejido Domingo är en mosaik av jordbruksmark och naturlig växtlighet.